# Thecla crepundia
Thecla crepundia är en fjärilsart som beskrevs av Druce 1909. Thecla crepundia ingår i släktet Thecla och familjen juvelvingar. Inga underarter finns listade i Catalogue of Life.